# Coronógrafo

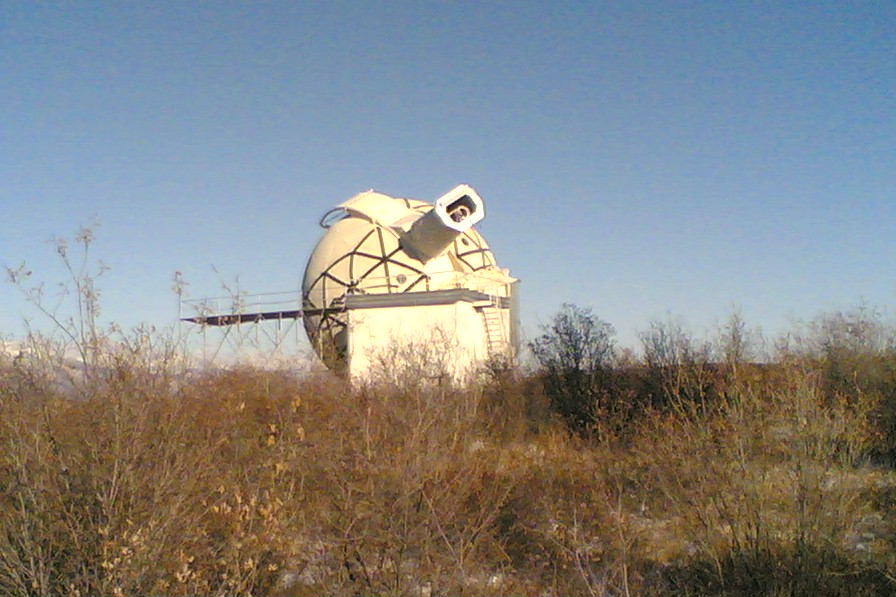
Foto de um Coronógrafico Russo

Coronógrafo é um aparelho astronômico, utilizado para estudar e medir a coroa solar. 
Utiliza-se uma placa circular posicionada no foco de um telescópio a fim de se bloquear a luz emitida pela fotosfera de uma estrela. É um instrumento que tem como foco a observação da coroa solar sem depender de eclipses naturais, já que o equipamento simula um artificialmente. A observação há de ser feita em luz polarizada, para que assim seja destacado no brilho do céu de dia. Hoje em dia, os coronógrafos possuem a mesma funcionalidade, porém, com evoluções, como, é permitido visualizar enormes cometas suicidas que passam perto do Sol, bem como, também é utilizado para observar estrelas, objetos próximos. 